# Quách Vĩnh Tường
Quách Vĩnh Tường (tiếng Trung: 郭永祥; bính âm: Guō Yǒngxiáng; sinh tháng 2 năm 1949) là cựu chính trị gia người Trung Quốc. Ông làm việc cho Tập đoàn Dầu khí Quốc gia Trung Quốc (CNPC) trước khi gia nhập Bộ Đất đai và Tài nguyên. Sau đó, Quách Vĩnh Tường được điều về làm việc ở tỉnh Tứ Xuyên, đảm nhận chức vụ Phó Tỉnh trưởng tỉnh Tứ Xuyên rồi Phó Chủ nhiệm Ủy ban Thường vụ Đại hội đại biểu nhân dân tỉnh Tứ Xuyên. Ông bị điều tra vì tham nhũng, cách chức, khai trừ khỏi Đảng Cộng sản Trung Quốc và bị kết án 20 năm tù. Quách Vĩnh Tường là một đồng minh thân cận của cựu trùm an ninh Chu Vĩnh Khang.

## Sự nghiệp
Quách Vĩnh Tường sinh tháng 2 năm 1949 tại Lâm Ấp, tỉnh Sơn Đông thời Trung Hoa Dân Quốc.
Ông gia nhập Đảng Cộng sản Trung Quốc tháng 1 năm 1971 và tham gia chính trị vào tháng 12 năm 1972.
Trong Cách mạng Văn hóa, Quách Vĩnh Tường làm việc ở Mỏ dầu Thắng Lợi, Sơn Đông. Tháng 8 năm 1990, ông gia nhập Tập đoàn Dầu khí Quốc gia Trung Quốc.
Tháng 8 năm 1992, Quách Vĩnh Tường theo học chuyên ngành quản lý kinh tế tại Trường Đảng Trung ương và tốt nghiệp vào tháng 12 năm 1994. Tháng 7 năm 1998, ông chuyển công tác giữ chức Chánh Văn phòng Bộ Đất đai và Tài nguyên.
Tháng 1 năm 2000, ông được thăng chức làm Phó Tổng Thư ký Tỉnh ủy Tứ Xuyên. Tháng 12 năm 2002, ông được bổ nhiệm làm Ủy viên Ban Thường vụ Tỉnh ủy Tứ Xuyên, Tổng Thư ký Tỉnh ủy Tứ Xuyên và Chủ nhiệm Văn phòng Tỉnh ủy Tứ Xuyên. Tháng 1 năm 2006, ông được bổ nhiệm làm Phó Tỉnh trưởng tỉnh Tứ Xuyên.
Tháng 1 năm 2008, Quách Vĩnh Tường được bầu làm Phó Chủ nhiệm Ủy ban Thường vụ Đại hội đại biểu nhân dân tỉnh Tứ Xuyên.
Tháng 2 năm 2009, ông được bổ nhiệm làm Chủ tịch Hội Liên hiệp giới Văn học nghệ thuật tỉnh Tứ Xuyên.
Ngày 23 tháng 6 năm 2013, Quách Vĩnh Tường đang bị Ủy ban Kiểm tra Kỷ luật Trung ương điều tra vì "vi phạm nghiêm trọng pháp luật và các quy định".
Ngày 8 tháng 4 năm 2014, Quách Vĩnh Tường bị sa thải khỏi các chức vụ chính quyền và bị khai trừ khỏi Đảng Cộng sản Trung Quốc.
Ngày 13 tháng 10 năm 2015, ông bị kết án 20 năm tù.